# فرانز فون بولا
فرانز فون بولا (بالألمانية: Franz de Paula von Schrank)‏ (و. 1747 – 1835 م) هو عالم نبات، وعالم حشرات، وسرخسياتي، وعالم نباتات لاوعائية، وكاتب، وفيزيائي من ألمانيا .
وهو عضو في الأكاديمية الألمانية للعلوم ليوبولدينا .
توفي في ميونخ .